# Autophila barbarica
Autophila barbarica är en fjärilsart som beskrevs av Charles Boursin 1940. Autophila barbarica ingår i släktet Autophila och familjen nattflyn. Inga underarter finns listade i Catalogue of Life.